# Hoche (1886)
Třída Hoche byla bitevní loď francouzského námořnictva. Představovala neobvyklý hybrid mezi věžovou a barbetovou lodí. Ve službě byla v letech 1890–1912. Dne 25. listopadu 1913 byla potopena jako cvičný cíl.

## Stavba

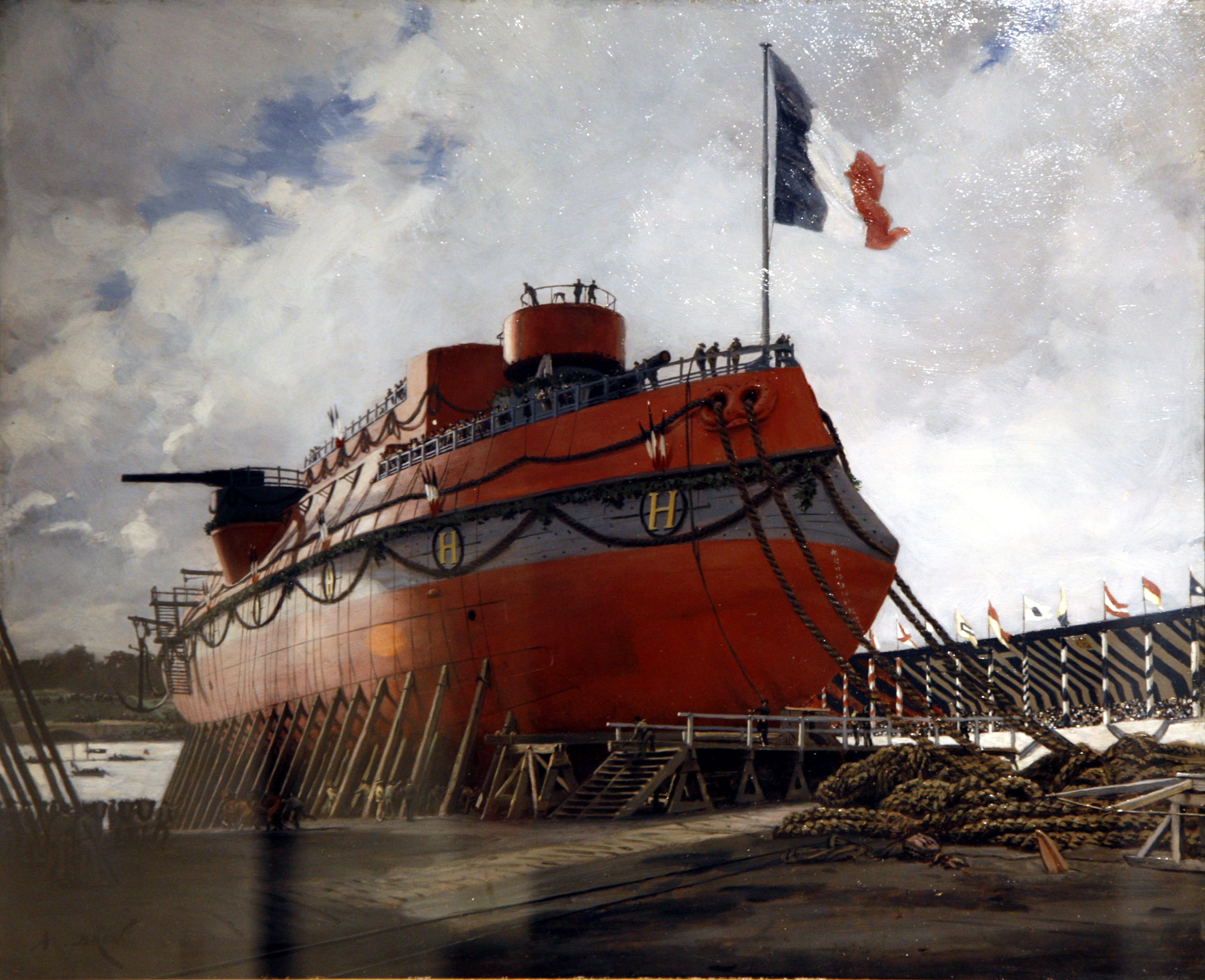
Hoche před spuštěním na vodu

Plavidlo postavila francouzská loděnice Arsenal de Lorient v Lorientu. Kýl byl založen v červnu 1881, na vodu byla spuštěna v září 1886 a do služby byla přijata roku 1890.

## Konstrukce

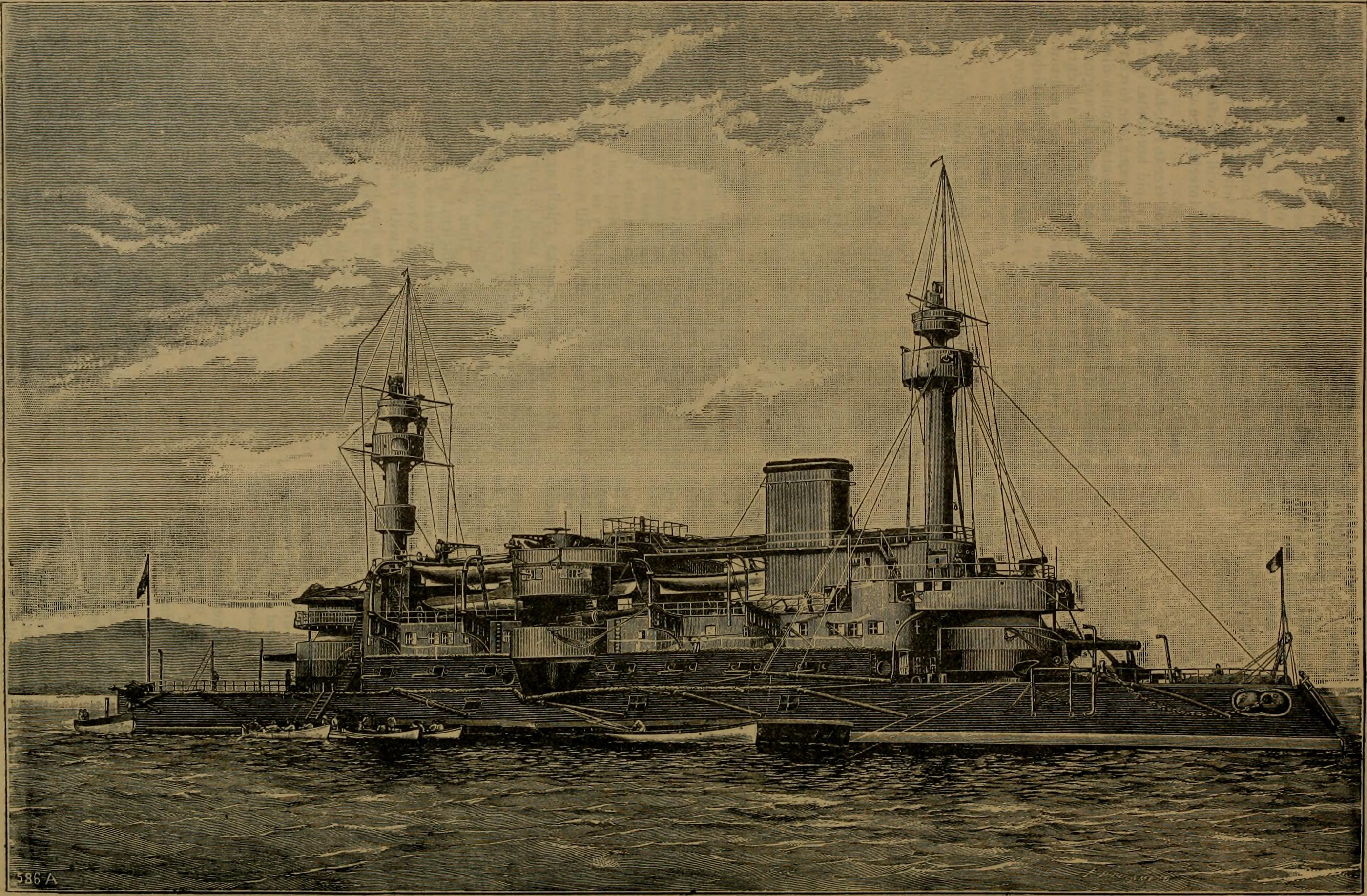
Hoche na dobové ilustraci

Hlavní výzbroj kombinovala těžkou výzbroj dvou různých ráží, umístěnou zčásti v dělových věžích a zčásti v barbetách. Plavidlo mělo nízký volný bok a vysoké nástavby. Proto bylo přezdíváno „Grand Hotel“. Spaliny odváděly dva komíny. Dva stěžně byly osazeny marsy. Základem pancéřové ochrany byl boční pás ze sdruženého pancíře. Dva 340mm/28 kanóny M1881 byly umístěna v dělových věžích na přídi a na zádi. Kvůli nim byla snížena příď a záď. Doplňovaly je dva 274mm/28 kanóny M1881 uložené v barbetách na bocích trupu. Sekundární výzbroj představovalo osmnáct 139mm kanónů M1881. Většina byla soustředěna do baterie sedmi hlavní, nacházející se na bocích v dolní části nástavby. Zbývající čtyři děla se nacházela o dvě paluby výš. Lehkou výzbroj představovalo deset 47mm/40 kanónů M1885 a deset 37mm pětihlavňových rotačních revolverových kanónů Hotchkiss. Výzbroj doplňovalo je pět 380mm torpédomety. Pohonný systém tvořilo osm kotlů a čtyři parní stroje o výkonu 12 000 hp, které poháněly dva lodní šrouby. Nejvyšší rychlost dosahovala 16,5 uzlu. Dosah byl 3000 námořních mil při 10 uzlech.

### Modifikace
Ve službě plavidlo trpělo špatnou stabilitou. Roku 1898 prošlo modernizací, při které byly zmenšeny nástavby. Zároveň bylo instalováno šestnáct nových kotlů Belleville a dva nové parní stroje. Upraveno bylo i složení výzbroje. Standardní výtlak se zmenšil na 10 580 tun.